# Кристиян Добрев
Кристиян Добрев е бивш български футболист, който е спортен директор на ПФК Септември (София).

## Кариера
Играе като ляв защитник, но може да играе и като ляв външен полузащитник.
Висок е 174 см и тежи 72 кг. Юноша на отбора от квартал Надежда, Добрев напуска родния си отбор през 1998 г. и преминава последователно през отборите на Металург (Перник), Нафтекс (Бургас), Добруджа (Добрич), Черно море (Варна), Локомотив (Сф), Лех (Познан, Полша) – под наем.
През лятото на 2007 г. Добрев се завръща за втори път в своя роден клуб. Кристиян е настоящ капитан на „железничарите“. Силен и напорист бек, който умее да си върши работата както в защита, така и в нападение. Лидер на своя отбор и един от най-постоянните футболисти на „черно-червените“. През 2012 г. става играещ помощник-треньор при Емил Велев, а след това е назначен на поста спортен директор в Локомотив, какъвто пост заема до 2015 г., когато клуба е изваден от професионалния и аматьорски футбол.
Той е спортен директор на ПФК Септември (София).